# Боневичи
Боневичи (укр. Боневичі) — село в Добромильской городской общине Самборского района Львовской области Украины.
Население по переписи 2001 года составляло 698 человек. Занимает площадь 1,4 км². Почтовый индекс — 82022. Телефонный код — 3238.